# Philipine van Aanholt
Philipine van Aanholt (nacida el 26 de mayo de 1992) es una regatista de Curazao que compite principalmente en la clase Laser Radial. Es hija del exmarinero olímpico Cor van Aanholt, quien participó en los Juegos Olímpicos de Sídney 2000 en la clase Laser. Después de que el Comité Olímpico Nacional de las Antillas Neerlandesas perdiese su reconocimiento por el Comité Olímpico Internacional después de la disolución de las Antillas Neerlandesas en 2010, Van Aanholt pudo participar en los Juegos Olímpicos de Londres 2012 como una atleta olímpica independiente. Acabó en el 36.º puesto de 41 competidores en general, con un 16.º puesto como su mejor resultado en la carrera 7. Fue la portadora de la bandera de Aruba en la ceremonia de apertura de los Juegos Panamericanos de 2015.